# ブルータル・トゥルース
ブルータル・トゥルース（Brutal Truth）は、アメリカ・ニューヨーク州で結成されたグラインドコア・バンドである。元々はダン・リルカ (ベース)  がニュークリア・アソルト在籍中の1990年にサイド・プロジェクトとして始めたものであったがブルータル・トゥルースの活動に夢中になり、ニュークリア・アソルトを辞めブルータル・トゥルースに本格的に専念するようになる。最初のアルバム2枚はイヤーエイク・レコードよりリリースされたが、以降はリラプス・レコードやその他のアンダーグラウンドのレーベルからレコードを出している。
音楽性は基本的に、スピードを重視したテクニカルなグラインドコアだが、セカンド・アルバム『ニード・トゥ・コントロール』では、ドゥーム/スラッジ的なアプローチをとったスロウナンバーもある。また、ファースト・アルバムではギターリフをはじめ、デスメタルに近い音楽性だったが、以降の音源ではデスメタル的な面は影を潜めるようになる。『キル・トレンド・スーサイド』以降はロウでローファイなサウンド・プロダクションになっている。
バンドは1998年に解散したものの、2006年にアイヘイトゴッドのトリビュート・アルバムに参加するため、解散時のメンバーで再結成された。なお、「Collateral Damage」のビデオは、世界最短のミュージックビデオとして、2001年のギネスブックに登録されている。
2007年4月に再結成ツアーのため、9年ぶりの来日を果たした。
2014年1月、同年10月頃まで活動したのち解散することを発表した。

## メンバー

### 最終ラインナップ
- ケヴィン・シャープ (Kevin Sharp) - ボーカル (1990年-1998年、2006年-2014年)
ジョン・ゾーンのプロジェクトネイキッド・シティでの活動や、ナパーム・デスやメルヴィンズのメンバーとのハードコア・プロジェクトヴェノモス・コンセプトなどで活動。またS.O.BのTOTTSUAN自殺後の追悼ライブでボーカルを務めた。
- ダン・リルカ (Danny Lilker) - ベース (1990年-1998年、2006年-2014年)
アンスラックス、ニュークリア・アソルトの他、S.O.D.、イグジット-13、ヘムロック、Crucifist等数多くのバンド／プロジェクトで活動。
- リッチ・ホーク (Rich Hoak) - ドラム (1992年-1998年、2006年-2014年)
イクジット-13、トータル・ファッキング・デストラクションで活動。
- ダン・オヘア (Dan O'Hare) - ギター (2013年-2014年)

### 旧メンバー
- スコット・ルイス (Scott Lewis) - ドラム (1990年-1992年)
元Winter、イクジット-13、マルフォームド・アースボーンにも参加。
- ブレント・マッカーシー (Brent McCarty) - ギター (1990年-1998年、2006年)
ニュークリア・アソルトのヴォーカリスト、ジョン・コネリーのサイド・プロジェクト (ジョン・コネリー・セオリー) に以前参加していた。
- ジョディ・ロバーツ (Jody Roberts) - ギター (2006年-2007年)
- エリック・バーク (Erik Burke) - ギター (2007年-2013年)
ニュークリア・アソルトでもゲスト参加していた。

## ディスコグラフィ

### スタジオ・アルバム
- 『エクストリーム・コンディションズ・デマンド・エクストリーム・レスポンシーズ』 - Extreme Conditions Demand Extreme Responses (1992年、Earache) ※旧邦題『激昂たれ!』
- 『ニード・トゥ・コントロール』 - Need to Control (1994年、Earache)
- 『キル・トレンド・スーサイド』 - Kill Trend Suicide (1996年、Relapse)
- 『サウンズ・オヴ・ジ・アニマル・キングダム』 - Sounds of the Animal Kingdom (1997年、Relapse)
- 『エヴォリューション・スルー・レヴォリューション』 - Evolution Through Revolution (2009年、Relapse)
- 『エンド・タイム』 - End Time (2011年、Relapse)

### ライブ・アルバム
- Goodbye Cruel World (1999年、Relapse)
- 『フォー・ドラッグ・クレイズド・グラインドフリークス・オンリー』 - For Drug Crazed Grindfreaks Only! Live at Noctum Studios + 1 (2008年、Relapse)[4]

### EP
- The Birth of Ignorance (1990年) ※デモ
- Ill Neglect (1992年、Earache)
- Perpetual Conversion (1993年、Earache)
- Godplayer (1994年、Earache)
- Machine Parts +4 (1996年、Relapse)
- Split 7-inches 7-inch release with the songs from the split with Converge on one side and the songs from the split with Violent Society on the other side (2008年、Relapse)[5]